# Cantonul Mitry-Mory
Cantonul Mitry-Mory este un canton din arondismentul Meaux, departamentul Seine-et-Marne, regiunea Île-de-France , Franța.

## Comune
- Charmentray
- Charny
- Compans
- Fresnes-sur-Marne
- Gressy
- Iverny
- Messy
- Mitry-Mory (reședință)
- Nantouillet
- Le Plessis-aux-Bois
- Précy-sur-Marne
- Saint-Mesmes
- Villeroy